# Montaltissimo
Montaltissimo è una frazione del comune di Molazzana, in Garfagnana nella provincia di Lucca. Si trova a 520 m s.l.m. ed è immersa tra i boschi di castagno.

## Storia
Inizialmente di proprietà dei Porcaresi, passo sotto il controllo di Lucca e verso la metà del Quattrocento agli Estensi. Nella seconda metà del XIX secolo fu assegnata a Massa e dal 1923 a Lucca.  La chiesa è dedicata a San Giacomo e a San Filippo ed era già descritta in una bolla del Papa Alessandro III del 1168. Essa fu distrutta da una cannonata nella Seconda Guerra Mondiale e poi ricostruita nel dopo guerra dai paesani. In Località "Castello" nella parte alta del paese ci sono ancora le rovine di un'antica torretta da avvistamento romana risalente intorno all'anno 1000 d.C.

## Società
A Montaltissimo è presente una scuola primaria e dell'infanzia appartenenti all"istituto comprensivo di Gallicano.